# Jamia Millia Islamia

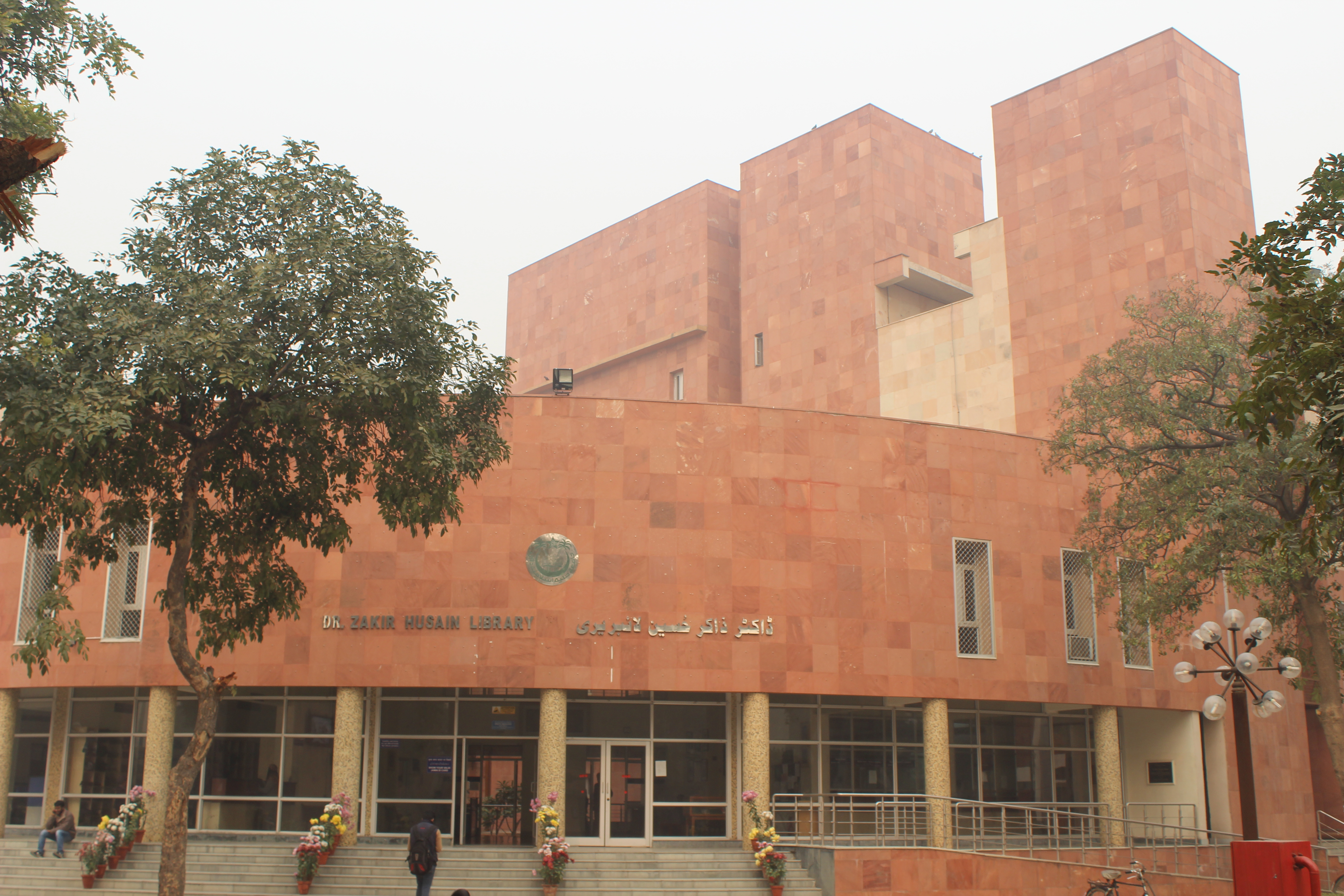
Zakir-Hussain-Bibliothek

Die Jamia Millia Islamia („Nationale Islamische Universität“) in Delhi ist eine öffentliche Zentraluniversität in Indien. Im Jahr 2020 belegte Jamia Millia Islamia in der vom indischen Bildungsministerium veröffentlichten Rangliste den 1. Platz unter allen Zentraluniversitäten des Landes. Im Dezember 2021 erhielt die Universität vom National Assessment and Accreditation Council die Bewertung „A++“

## Geschichte
Jamia Millia Islamia (abgekürzt als JMI) ist eine führende Zentraluniversität in Neu-Delhi, Indien. Ursprünglich wurde es 1920 während des britischen Empire in Aligarh, Vereinigte Provinzen (heute Uttar Pradesh, Indien) gegründet und zog 1935 an seinen heutigen Standort in Okhla um. 1962 erhielt es von der University Grants Commission den Status „Declared Status“. Am 26. Dezember 1988 wurde sie zur Zentraluniversität.
Im Jahr 2020 belegte Jamia Millia Islamia in der vom indischen Bildungsministerium veröffentlichten Rangliste den 1. Platz unter allen Zentraluniversitäten des Landes. Im Dezember 2021 erhielt die Universität vom National Assessment and Accreditation Council die Bewertung „A++“

## Fakultäten
- Fakultät für Geisteswissenschaften und Sprachen
- Fakultät für Naturwissenschaften
- Sozialwissenschaftliche Fakultät
- Pädagogische Fakultät
- Fakultät für Ingenieurwissenschaften und Technik
- Fakultät für Architektur und Bauwesen
- Juristische Fakultät
- Fakultät für Zahnmedizin
- Fakultät für Bildende Künste
- Fakultät für Lebenswissenschaften
- Fakultät für Managementstudien

Neben den elf Fakultäten hat die Jamia eine Reihe von Ausbildungs- und Forschungszentren, wie das AJK-Mass Communication Research Centre (MCRC), die Academy of International Studies etc.